# Eddy Mazzoleni
Eddy Mazzoleni (Bergamo, 29 juli 1973) is een voormalig Italiaans wielrenner.

## Carrière
Mazzoleni werd beroepswielrenner in 1996 bij Saeco, een team waar hij vier jaar voor zou rijden. Mazzoleni kon behoorlijk mee in beklimmingen en was een renner die zowel in eendaagse wedstrijden als in ritten in etappekoersen dicht kon eindigen. Mazzoleni had echter één probleem: hij won zelden. Hij werd derde in de Ronde van Lombardije en tweede in de Trofeo Laigueglia, maar zijn eerste overwinningen behaalde hij pas in 2000, toen hij voor Polti reed en etappes in zowel de Ronde van Romandië als de Ronde van Zwitserland won. Hierna reed Mazzoleni drie jaar voor Tacconi Sport, dat later Vini Caldirola ging heten, en ook hier wist hij vele ereplaatsen niet te belonen met overwinningen. Dat bleef zo toen hij terugkeerde bij Saeco, dat tegenwoordig gefuseerd is tot Lampre - Caffita. In 2005 werd hij dertiende in de Ronde van Frankrijk.
In 2007 werd hij derde in het eindklassement in de Ronde van Italië, na Danilo Di Luca en Andy Schleck. Op 16 juli 2007 maakte zijn ploeg Astana bekend dat hij een einde maakt aan zijn wielercarrière vanwege dopingbeschuldigingen in de "Oil for drugs"-zaak. Mazzoleni ontkende later die dag dat hij stopt met wielrennen, maar bevestigde dat hij zijn contract met Astana heeft opgezegd. Op 8 april 2008 werd Mazzoleni voor 2 jaar geschorst door de disciplinaire commissie van de Italiaanse wielerbond. Dit door zijn betrokkenheid in de dopingszaak "Oil for drugs".
Mazzoleni heeft een relatie met Elisa Basso, de zus van Ivan Basso.

## Overwinningen
1995
- 7e etappe Regio-Tour

2000
- 3e etappe deel A Ronde van Romandië
- 6e etappe Ronde van Zwitserland

2003
- Schynberg-Rundfahrt
- 4e etappe Ronde van Romandië

2005
- Giro del Veneto

## Resultaten in voornaamste wedstrijden
| Jaar | Ronde van Italië | Ronde van Frankrijk | Ronde van Spanje |
| ---- | ---------------- | ------------------- | ---------------- |
| 1996 |                  |                     | opgave           |
| 1997 |                  |                     | opgave           |
| 1998 |                  | 71e                 |                  |
| 1999 |                  |                     | 60e              |
| 2000 | 55e              |                     |                  |
| 2001 |                  |                     |                  |
| 2002 | 15e              | 70e                 |                  |
| 2003 | 10e              | opgave              |                  |
| 2004 | 21e              |                     | 70e              |
| 2005 |                  | 13e                 |                  |
| 2006 |                  | 26e                 |                  |
| 2007 | ↑                |                     |                  |

| Jaar | Milaan-San Remo | Gent-Wevelgem | Ronde van Vlaanderen | Amstel Gold Race | Luik-Bast.‑Luik | Ronde van Lombardije | Clásica San Sebastián | Waalse Pijl | Rund um den Henninger-Turm |  | WK op de weg |  | Wereldranglijsten |
| ---- | --------------- | ------------- | -------------------- | ---------------- | --------------- | -------------------- | --------------------- | ----------- | -------------------------- |  | ------------ |  | ----------------- |
| 1996 |                 |               | 41e                  |                  |                 |                      |                       |             |                            |  |              |  |                   |
| 1997 |                 |               |                      |                  |                 |                      |                       |             |                            |  |              |  |                   |
| 1998 | 49e             | 39e           |                      |                  | 38e             |                      | 114e                  | 95e         |                            |  |              |  |                   |
| 1999 | 111e            |               |                      |                  |                 | ↑                    |                       |             |                            |  |              |  |                   |
| 2000 | 166e            |               | 19e                  | 95e              | 59e             |                      |                       |             |                            |  |              |  |                   |
| 2001 |                 |               |                      | 11e              | 20e             |                      |                       | 34e         |                            |  | 58e          |  | 25e (UWB)         |
| 2002 | 29e             |               |                      | 15e              | 29e             |                      |                       | 102e        |                            |  |              |  |                   |
| 2003 |                 |               |                      | 76e              | 9e              |                      | 129e                  | 10e         |                            |  |              |  |                   |
| 2004 |                 |               |                      | 17e              | 13e             | 7e                   |                       | 38e         | 9e                         |  |              |  |                   |
| 2005 |                 |               |                      |                  |                 |                      | ↑                     |             |                            |  |              |  | 59e (UPT)         |
| 2006 |                 |               |                      | 55e              | 39e             |                      |                       | 14e         |                            |  |              |  | 148e (UPT)        |
| 2007 |                 |               |                      |                  |                 |                      |                       |             |                            |  |              |  |                   |